# 경원고등학교 (대구)
경원고등학교(慶元高等學校)는 대한민국 대구광역시 달서구 용산동에 위치한 사립 고등학교이다.

## 학교 연혁
- 1975년 5월 31일 : 학교법인 송현학원 설립인가
- 1975년 9월 15일 : 교사신축 기공(송현동 794-1번지)
- 1975년 12월 1일 : 18학급 인가
- 1976년 3월 1일 : 개교 및 초대 김경수 교장 취임
- 1976년 3월 6일 : 제1회 입학식
- 1979년 1월 6일 : 제1회 졸업식
- 2000년 2월 28일 : 용산동 신축교사로 이전
- 2007년 2월 8일 : 경원도서관 개관 및 식당 증축
- 2011년 9월 30일 : 창의과학관 개관
- 2021년 9월 1일 : 제12대 정의성 교장 취임
- 2022년 2월 10일 : 제44회 졸업식
- 2022년 3월 2일 : 제47회 입학식

## 참고 자료
- 경원고등학교 - 한국교육학술정보원 학교알리미